# شوك الضب البوروندي
شوك الضب البوروندي (الاسم العلمي:Blepharis burundiensis) هو نوع من النباتات يتبع جنس شوك الضب من الفصيلة الأقنتية.